# Iso Lapinjärvi (sjö i Suonenjoki, Norra Savolax)
Iso Lapinjärvi är en sjö i kommunen Suonenjoki i landskapet Norra Savolax i Finland. Sjön ligger 109,6 meter över havet. Den är 11,5 meter djup. Arean är 87 hektar och strandlinjen är 8,79 kilometer lång. Sjön  ingår i Vuoksens huvudavrinningsområde.   Den ligger omkring 38 kilometer sydväst om Kuopio och omkring 300 kilometer norr om Helsingfors. 